# Medaglia Lyell

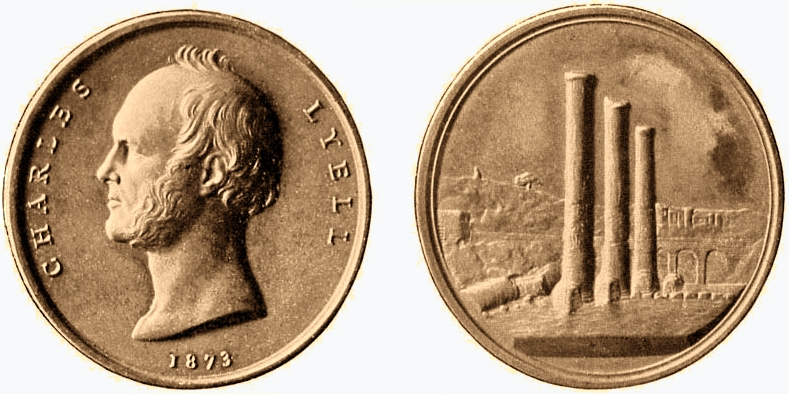
La Medaglia Lyell

La medaglia Lyell è un prestigioso riconoscimento assegnato ogni anno per contributi eccezionali nelle scienze della terra dalla Geological Society of London. Prende il nome da Charles Lyell.

## Vincitori

### Diciannovesimo secolo
- 1876 John Morris
- 1877 James Hector
- 1878 George Busk
- 1879 Edmond Hebert
- 1880 John Evans
- 1881 John William Dawson
- 1882 John Lycett
- 1883 William Benjamin Carpenter
- 1884 Joseph Leidy
- 1885 Harry Govier Seeley
- 1886 William Pengelly
- 1887 Samuel Allport
- 1888 Henry Alleyne Nicholson
- 1889 William Boyd Dawkins
- 1890 Thomas Rupert Jones
- 1891 Thomas McKenny Hughes
- 1892 George Highfield Morton
- 1893 Edwin Tulley Newton
- 1894 John Milne
- 1895 John Frederick Blake
- 1896 Arthur Smith Woodward
- 1897 George Jennings Hinde
- 1898 Wilhelm Waagen
- 1899 Charles Alexander McMahon
- 1900 John Edward Marr

### Ventesimo secolo
- 1901 Ramsay Heatley Traquair
- 1902 Antonin Fritsch
- 1902 Richard Lydekker
- 1903 Frederick William Rudler
- 1904 Alfred Gabriel Nathorst
- 1905 Hans Reusch
- 1906 Frank Dawson Adams
- 1907 (John) Joseph Frederick Whiteaves
- 1908 Richard Dixon Oldham
- 1909 Percy Fry Kendall
- 1910 Arthur Vaughan
- 1911 Francis Arthur Bather
- 1911 Arthur Walton Rowe
- 1912 Philip Lake
- 1913 Sydney Savory Buckman
- 1914 Charles Stewart Middlemiss
- 1915 Edmund Johnston Garwood
- 1916 Charles William Andrews
- 1917 Wheelton Hind
- 1918 Henry Woods
- 1919 William Fraser Hume
- 1920 Edward Greenly
- 1921 Emmanuel de Margerie
- 1922 Charles Davison
- 1923 Gustave Frederic Dollfus
- 1924 William Wickham King
- 1925 John Frederick Norman Green
- 1926 Owen Thomas Jones
- 1927 Albert Ernest Kitson
- 1928 Sidney Hugh Reynolds
- 1928 William Dickson Lang
- 1929 Arthur Morley Davies
- 1930 Frederick Chapman
- 1930 Herbert Brantwood Maufe
- 1931 Ernest Clayton Andrews
- 1932 Henry Dewey
- 1932 Maria Matilda Ogilvie Gordon
- 1933 James Ernest Richey
- 1934 Walter Howchin
- 1934 Frank Lorimer Kitchin
- 1935 D. M. S. Watson
- 1936 Eleanor Mary Reid
- 1936 Leonard Johnston Wills
- 1937 Linsdall Richardson
- 1938 John Pringle
- 1939 William Noel Benson
- 1940 Herbert Leader Hawkins
- 1941 Ernest Sheppard Pinfold
- 1942 William Sawney Bisat
- 1943 Darashaw Nosherwan Wadia
- 1944 Norman Ross Junner
- 1945 Leonard Frank Spath
- 1946 Robert Heron Rastall
- 1947 Stanley Smith
- 1948 Arthur Hubert Cox
- 1949 William Joscelyn Arkell
- 1950 Samuel James Shand
- 1951 William Dixon West
- 1952 Alfred Kingsley Wells
- 1953 Oliver Meredith Boone Bulman
- 1954 John Baird Simpson
- 1955 Wilfred Norman Edwards
- 1956 Leslie Reginald Cox
- 1957 Stephen Henry Straw
- 1958 Helen Marguerite Muir-Wood
- 1959 David Williams
- 1960 Doris Livesey Reynolds
- 1961 John Vernon Harrison
- 1962 Lawrence Rickard Wager
- 1963 Thomas Neville George
- 1964 Dorothy Hill
- 1965 Charles Findlay Davidson
- 1966 Sergei Ivanovich Tomkeieff
- 1967 William Quarrier Kennedy
- 1968 Maurice Black
- 1969 Francis John Turner
- 1970 Frederick Henry Stewart
- 1971 Percival Allen
- 1972 Alec Westley Skempton
- 1973 Janet Vida Watson
- 1974 Martin Fritz Glaessner
- 1975 Dorothy Helen Rayner
- 1976 Walter Brian Harland
- 1977 Bernard Elgey Leake
- 1978 Robin Gilbert Charles Bathurst
- 1979 Derek Victor Ager
- 1980 John Robert Lawrence Allen
- 1981 William Stuart McKerrow
- 1982 George Patrick Leonard Walker
- 1983 John Frederick Dewey
- 1984 Douglas James Shearman
- 1985 John Douglas Hudson
- 1986 Harry Blackmore Whittington
- 1987 Nicholas John Shackleton
- 1988 Richard Gilbert West
- 1989 John Michael "Jake" Hancock
- 1990 Anthony Hallam
- 1991 John Imbrie
- 1992 Alfred G Fischer
- 1993 Michael Robert Leeder
- 1994 William Gilbert Chaloner
- 1995 Robert Keith O'Nions
- 1996 Richard Allen Fortey
- 1997 Richard Barrie Rickards
- 1998 Simon Conway Morris
- 1999 Ernest Henry Rutter
- 2000 Derek Ernest Gilmor Briggs

### Ventunesimo secolo
- 2001 Paul Tapponnier
- 2002 Andrew Smith
- 2003 Harry Elderfield
- 2004 Dianne Edwards
- 2005 Michael James Benton
- 2006 Geoffrey Boulton
- 2007 Phillip Allen
- 2008 Alan Gilbert Smith
- 2009 Nick McCave
- 2010 William Ruddiman
- 2011 Christopher Paola